# Hiệu ứng hồi sinh (phim 2015)
The Lazarus Effect là một bộ phim kinh dị siêu nhiên của Mỹ năm 2015 do David Gelb đạo diễn, Luke Dawson và Jeremy Slater viết kịch bản. Phim có sự tham gia của các diễn viên Mark Duplass, Olivia Wilde, Donald Glover, Evan Peters và Sarah Bolger. Bộ phim được phát hành vào ngày 27 tháng 2 năm 2015, bởi Relativity Media. Bộ phim nhận được khá nhiều đánh giá tiêu cực từ các nhà phê bình nhưng là một thành công trong phòng vé khi thu về 38 triệu đô la trên toàn thế giới so với kinh phí 3 triệu đô la.

## Nội dung
Bộ phim kể về các nhà nghiên cứu y học Frank Walton (Mark Duplass) và vợ chưa cưới của anh, Zoe McConnell (Olivia Wilde), đang phát triển một loại huyết thanh, có tên mã là "Lazarus". Nó được thiết kế để hỗ trợ bệnh nhân hôn mê nhưng thực sự đã được chứng minh là có thể khiến người chết sống lại.
Với sự hỗ trợ từ những người bạn của họ, Niko (Donald Glover), Clay (Evan Peters), và nhà quay phim Eva (Sarah Bolger), họ đã thực hiện một cuộc thử nghiệm thành công trên một con chó vừa mới chết. Tuy nhiên, họ nhận thấy rằng con chó đang có biểu hiện một số hiện tượng tâm lý và thể chất khác thường sau khi được hồi sinh bằng huyết thanh: đục thủy tinh thể xuất hiện trong mắt rồi đột ngột biến mất, mất cảm giác thèm ăn và thể hiện nhiều khả năng kỳ lạ khác. Các xét nghiệm cho thấy rằng huyết thanh thay vì phân tán, lại tập trung trong não của chó, nơi nó tạo ra các khớp thần kinh mới được hình thành.
Khi hiệu trưởng của trường đại học biết về các thí nghiệm chui của họ, dự án nghiên cứu bị dừng lại. Họ cũng được thông báo rằng một tập đoàn dược phẩm lớn đã mua lại công ty tài trợ cho nghiên cứu của họ. Công ty và luật sư của họ tịch thu mọi thứ liên quan đến dự án.
Frank và nhóm của anh lẻn vào phòng thí nghiệm để nhân bản thí nghiệm, nhằm có thể chứng minh rằng họ đã tạo ra huyết thanh. Trong nỗ lực này, mọi thứ trở nên hư hại sau khi Zoe bị điện giật dẫn đến tử vong. Không muốn để cô ra đi, Frank lại sử dụng chính huyết thanh để hồi sinh cô. Ban đầu, thí nghiệm có vẻ thành công, nhưng nhóm nghiên cứu sớm nhận ra rằng có điều gì đó không ổn với Zoe. Cô nói rằng khi cô chết, cô đã đi đến phiên bản Địa ngục trong tâm trí của mình, đó là một cơn ác mộng bắt nguồn từ thời thơ ấu của cô. Trong một vụ hỏa hoạn ở chung cư của cô, cô đã chứng kiến những người hàng xóm bị mắc kẹt và bị thiêu chết. Cô cũng bắt đầu thể hiện khả năng tâm linh bất thường khi huyết thanh bắt đầu có hiệu lực.
Huyết thanh khiến não bộ "tiến hóa" cực kỳ nhanh chóng, mang lại cho Zoe những sức mạnh siêu phàm như telekinesis và thần giao cách cảm. Nó cũng gây ra sự hung hăng và điên loạn gia tăng của cô. Cuối cùng Zoe đã tìm thấy Eva và đưa cô vào Địa ngục mà cô đã đến khi chết. Bên trong cơn ác mộng, người ta tiết lộ rằng Zoe là người đã gây ra vụ hỏa hoạn trong tòa nhà, khiến cô phải xuống Địa ngục khi chết. Niko trốn vào một căn phòng và bị Zoe tìm ra. Sau khi anh từ chối hôn cô, cô sử dụng hiệu ứng telekinesis để ném anh vào tủ đựng đồ và đè bẹp tủ, giết chết anh ta. Cô còn sử dụng khả năng mới của mình, khi cắt điện toàn bộ phòng thí nghiệm mà không cần dùng tay. Khi Clay yêu cầu biết Niko đang ở đâu, cô cũng giết anh ta bằng cách nhét một điếu thuốc điện tử vào cổ họng anh ta, khiến anh nghẹt thở cho đến chết. Sau đó, Zoe giết Frank sau khi anh ta cố gắng tiêm thuốc độc cho cô. Zoe sau đó tự tiêm cho mình toàn bộ túi huyết thanh, tăng cường khả năng của mình.
Eva, người vẫn còn sống và cố gắng xác định vị trí của Zoe để tiêm cho cô ấy, nhưng hiện bị bỏ lại trong bóng tối. Cuối cùng Zoe tìm thấy Eva, người dường như có thể trốn thoát và tiêm cho Zoe bằng ống tiêm, nhưng hóa ra đó chỉ là ảo ảnh; Zoe sau đó giết Eva. Sau đó, cô lại tiêm cho Frank máu bão hòa huyết thanh của chính mình, đưa anh ta từ cõi chết trở về thành công.

## Diễn viên
- Mark Duplass vai tiến sĩ Frank Walton
- Olivia Wilde vai tiến sĩ Zoe McConnell
- Sarah Bolger vai Eva McConnell
- Evan Peters vai Clay
- Donald Glover vai Niko
- Ray Wise vai Mr. Wallace
- Amy Aquino vai Dalley

## Phát hành
Vào ngày 17 tháng 12 năm 2013, có thông báo rằng bộ phim (sau đó có tựa đề là Lazarus) sẽ được phát hành vào ngày 30 tháng 1 năm 2015, với Lionsgate phân phối bộ phim. Vào ngày 4 tháng 11 năm 2014, Relativity Media mua lại bộ phim từ Lionsgate và ấn định ngày phát hành bộ phim là 20 tháng 2 năm 2015. Vào tháng 12 năm 2014, có thông báo rằng bộ phim sẽ được đổi tên thành The Lazarus Effect, và phát hành muộn hơn một tuần so với kế hoạch trước đó, vào ngày 27 tháng 2 năm 2015.

### Marketing
Ảnh tĩnh đầu tiên của bộ phim được phát hành vào ngày 5 tháng 1 năm 2015, cùng với áp phích chiếu rạp.

### Phòng vé
Ở khu vực Bắc Mỹ, phim mở màn và đứng ở vị trí thứ năm trong tuần đầu tiên công chiếu, với 10.203.437 USD, xếp sau Focus, Kingsman: The Secret Service, SpongeBob: Anh hùng lên cạn, và Năm mươi sắc thái (phim).

## Tiếp nhận
Hiệu ứng hồi sinh thường nhận được những đánh giá tiêu cực từ các nhà phê bình. Trang web tổng hợp bài phê bình Rotten Tomatoes báo cáo đánh giá phê duyệt 16%, dựa trên 107 bài phê bình, với điểm đánh giá trung bình là 4/10. Sự đồng thuận của trang web cho biết "Hiệu ứng hối sinh có một dàn diễn viên tài năng và tia sáng của một ý tưởng thú vị, nhưng lại lãng phí tất cả vào những nhân vật vô vị và những điểm cốt truyện buồn tẻ, tái chế." Trên Metacritic, công ty chỉ định phim xếp hạng bình thường, bộ phim có số điểm 31/100, dựa trên 29 nhà phê bình, cho thấy "các bài đánh giá nhìn chung không thuận lợi". Theo CinemaScore, khán giả đã cho bộ phim từ "C−" đến F trên thang điểm A+.
Frank Scheck của The Hollywood Reporter đánh giá tiêu cực về bộ phim, nói rằng "Bộ phim phung phí bất kỳ tiềm năng nào mà nó có, chưa kể đến tài năng của những nghệ sĩ biểu diễn như Duplass và Wilde, những người rõ ràng xứng đáng hơn." James Rocchi của The Wrap đã chấm cho bộ phim 4/5 sao, nói rằng "Hiệu ứng hồi sinh không chính xác tạo ra một đề tài mới, nhưng nó vẫn tìm thấy rất nhiều thứ để thưởng thức trong những mảnh đề tài mà nó kết hợp với nhau vì phim đưa ra các chủ đề cổ điển về cái chết, một cuộc sống và hay linh hồn, phát súng theo nghĩa đen và nghĩa bóng trong cánh tay." Geoff Berkshire của tờ Variety đã cho bộ phim một đánh giá tiêu cực, nói rằng "Mark Duplass và Olivia Wilde đấu tranh để đưa cuộc sống vào một bộ phim kinh dị lặp lại về sự khủng khiếp của sự hồi sinh." Mick LaSalle của San Francisco Chronicle đã cho bộ phim một trên bốn sao, nói rằng "Đây là một bộ phim dài 83 phút, có cảm giác dài hơn nửa giờ và nếu không có những tiếng kêu lớn, nó sẽ khiến mọi người chìm vào giấc ngủ. " Claudia Puig của tờ USA Today đã cho bộ phim hai ngôi sao rưỡi trên tổng số bốn ngôi sao, và nói rằng "Hấp dẫn, được dàn dựng kỹ lưỡng và có độ kịch tính căng thẳng phù hợp, với dàn diễn viên tài năng đã nâng bộ phim lên một bậc trên mức trung bình. Lou Lumenick của tờ New York Post đã cho bộ phim không có sao, nói rằng "Có vẻ như bộ phim được đạo diễn bởi một người mù và điếc vào cuối tuần trên một phòng thí nghiệm còn sót lại từ một chương trình truyền hình và được chỉnh sửa bằng một bánh xe roulette." Peter Keough của tờ The Boston Globe đã đánh giá tiêu cực về bộ phim, nói rằng "Có những bài học cần rút ra từ bộ phim kinh dị tối giản này. Đầu tiên là việc khiến mọi người sợ hãi đòi hỏi nhiều thứ hơn là chỉ quăng đồ đạc xung quanh, tắt đèn và bật đèn, và về cơ bản thì phim chỉ làm người xem sợ bằng sợ lén lút đứng lên từ phía sau và hét lên "Boo!"

## Link liên kết
- The Lazarus Effect trên Internet Movie Database
- The Lazarus Effect tại Box Office Mojo
- The Lazarus Effect tại Rotten Tomatoes
- The Lazarus Effect tại Metacritic